# لامپ خلأ

ساختار یک لامپ خلاء دوقطبی یا Diode - از راست به چپ:۱-حباب شیشه ای. ۲-استوانه آنُد که به قطب مثبت منبع متصل می‌شود. ۳-فیلامان برای گرم کردن کاتد که گاهی با کاتد یکی می‌شود و در برخی مواقع جدای از آن است.

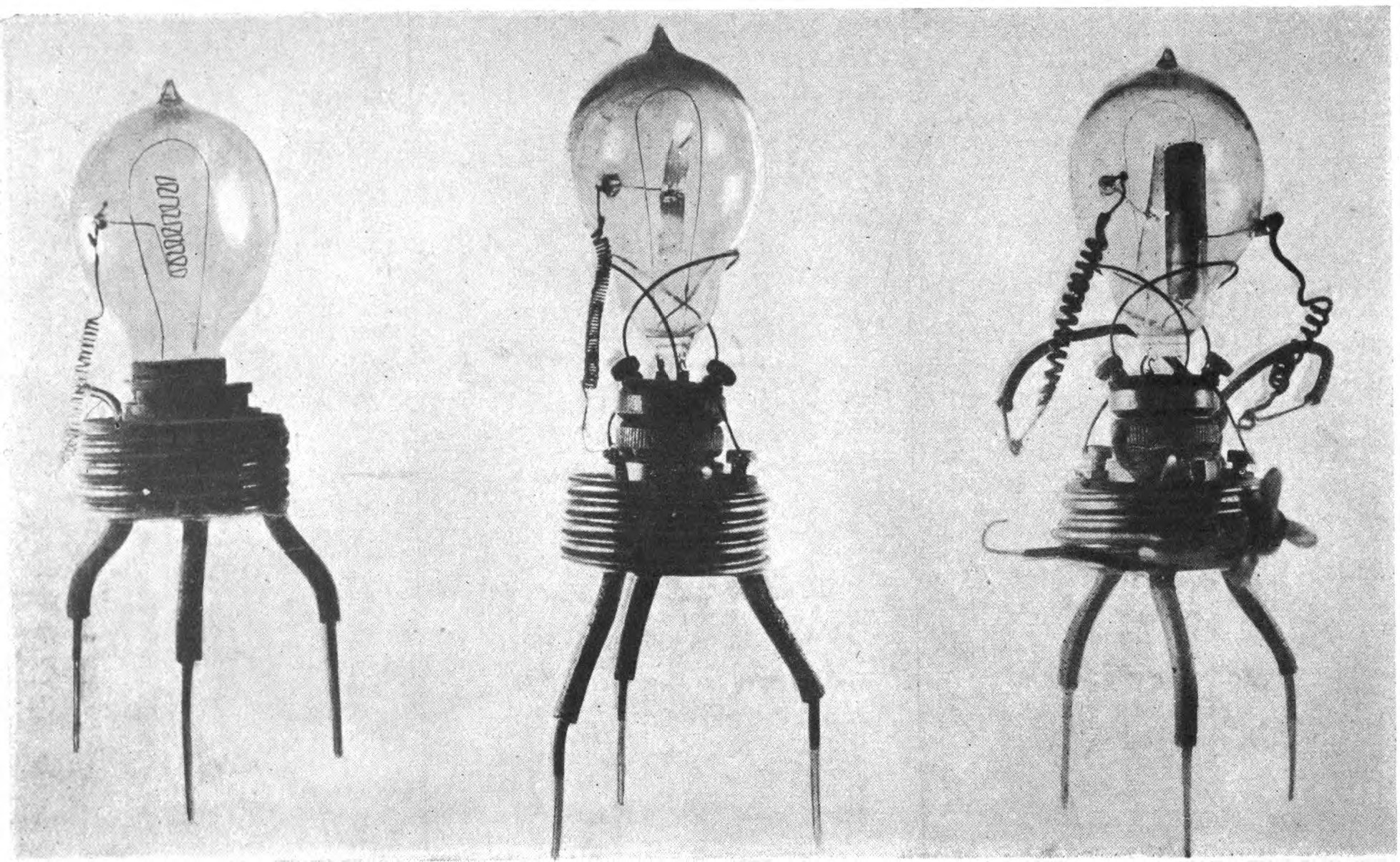
نخستین لامپ های دوقطبی ساخته شده توسط فلمینگ. این لامپ ها در سال 1904 ساخته شده اند و در رادیوهای اولیه جهت آشکارسازی امواج دریافتی به کار می رفتند.

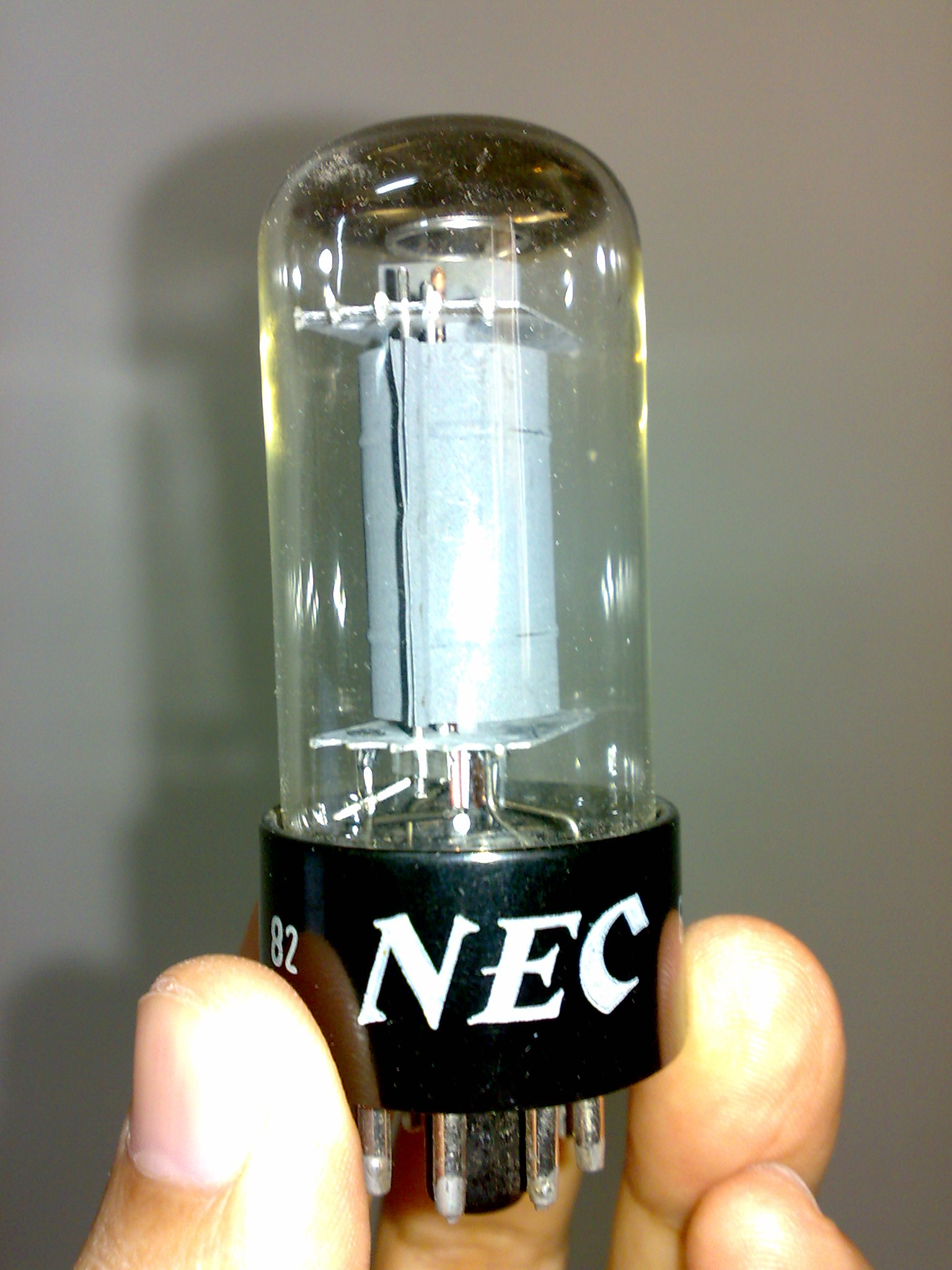
یک لامپ خلاء قدیمی ساخت شرکت اِن‌ای‌سی

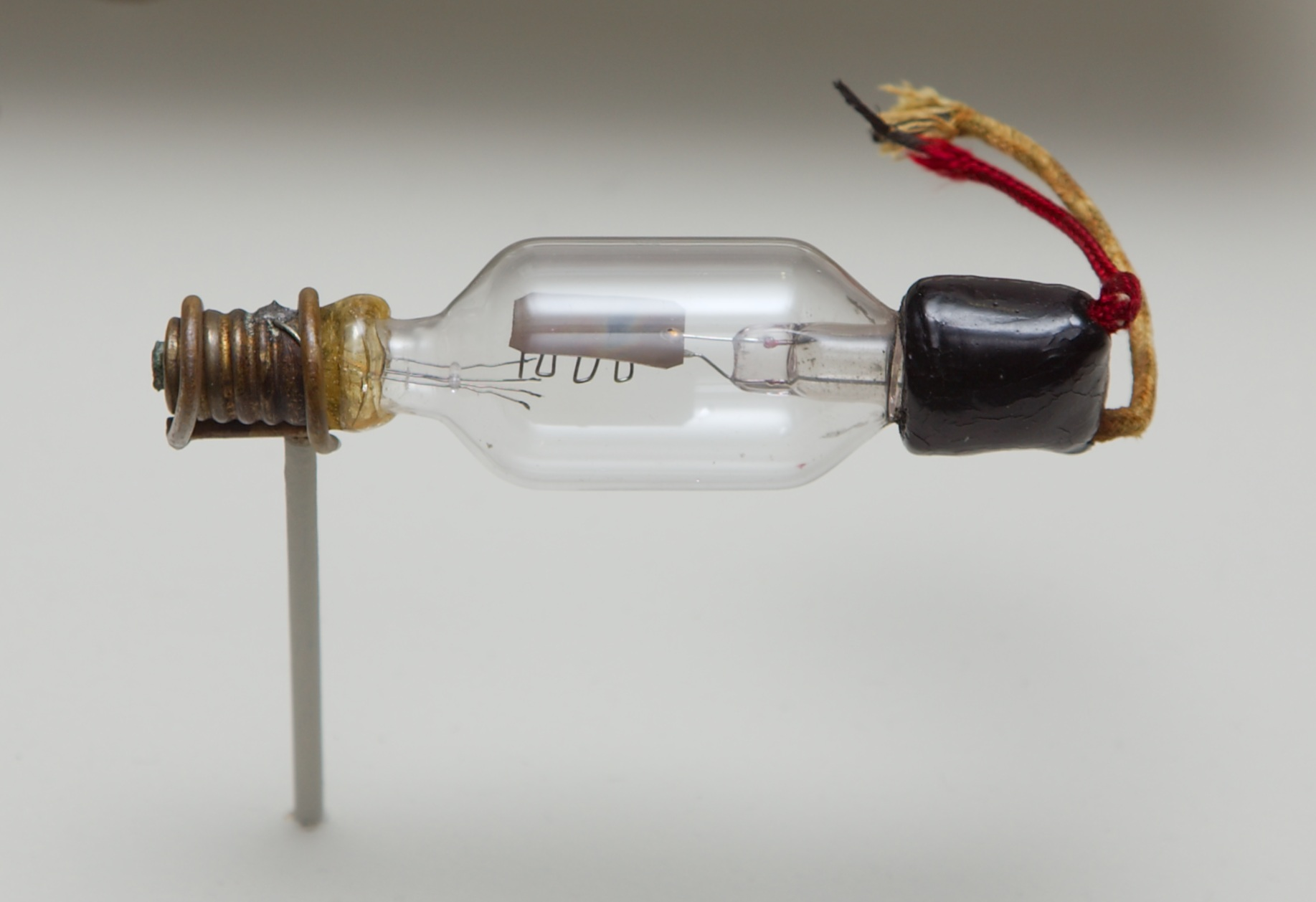
نخستین لامپ خلاء ترایود که توسط لی دو فارست آمریکایی در سال ۱۹۰۶ اختراع شد. صفحه ای که طبق تصویر در بالا قرار گرفته، آند می‌باشد. سیمی که بخشی از آن به صورت زیگزاگ درآمده و در زیر آند دیده می‌شود، شبکه فرمان است. فیلامان به صورت ۴رشته در زیر شبکه دیده می‌شود. در واقع این لامپ دارای دو فیلامان می‌باشد که یکی از آنها به صورت یدک بوده و در صورت سوختن فیلامان این یکی را می‌توان جایگزین نمود. فیلامان به بخش سرپیچ مانند اتصال داشته و آند و شبکه به دو سیمی که از سمت راست بیرون آمده وصل می‌باشند.

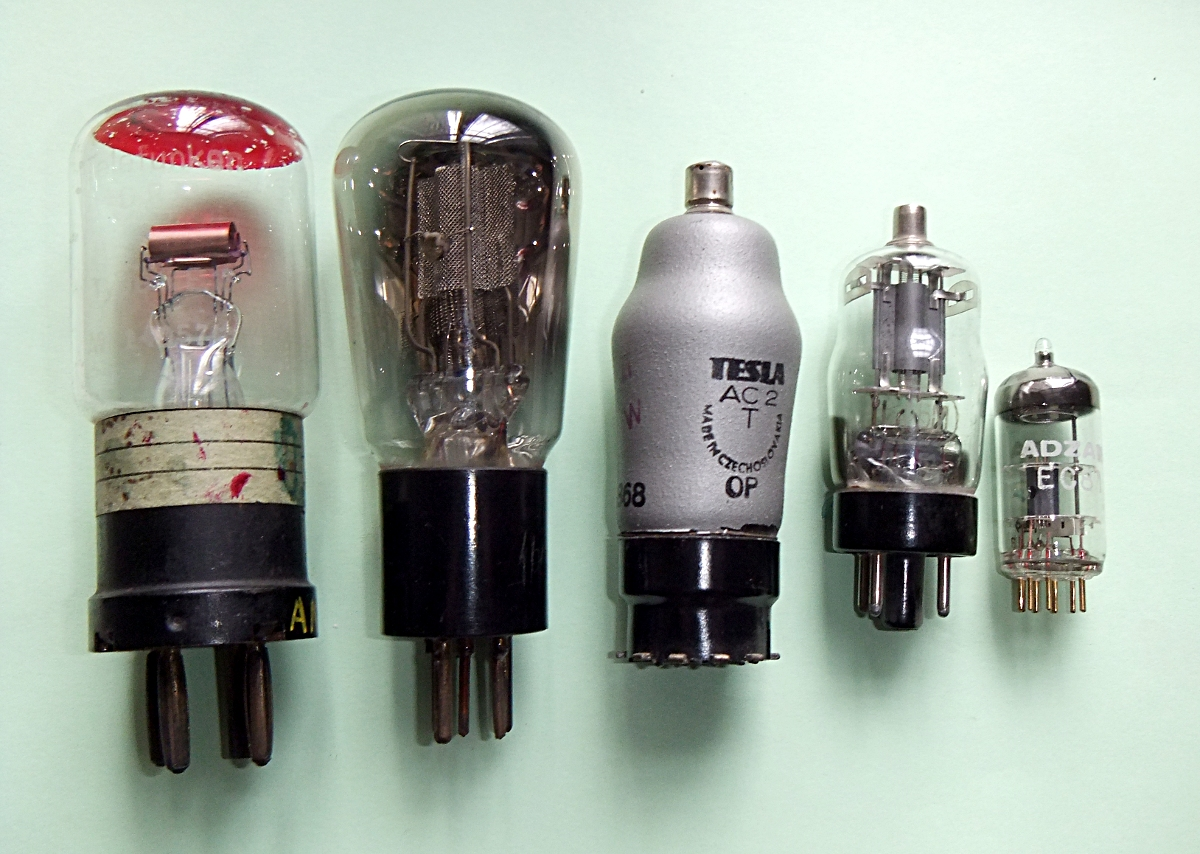
سیر تکامل لامپ خلاء در طی ۴۰ سال از سال ۱۹۱۸ تا دهه ۱۹۶۰ میلادی که در طی آن از ابعاد و انرژی مصرفی لامپ‌ها کاسته شده‌است.

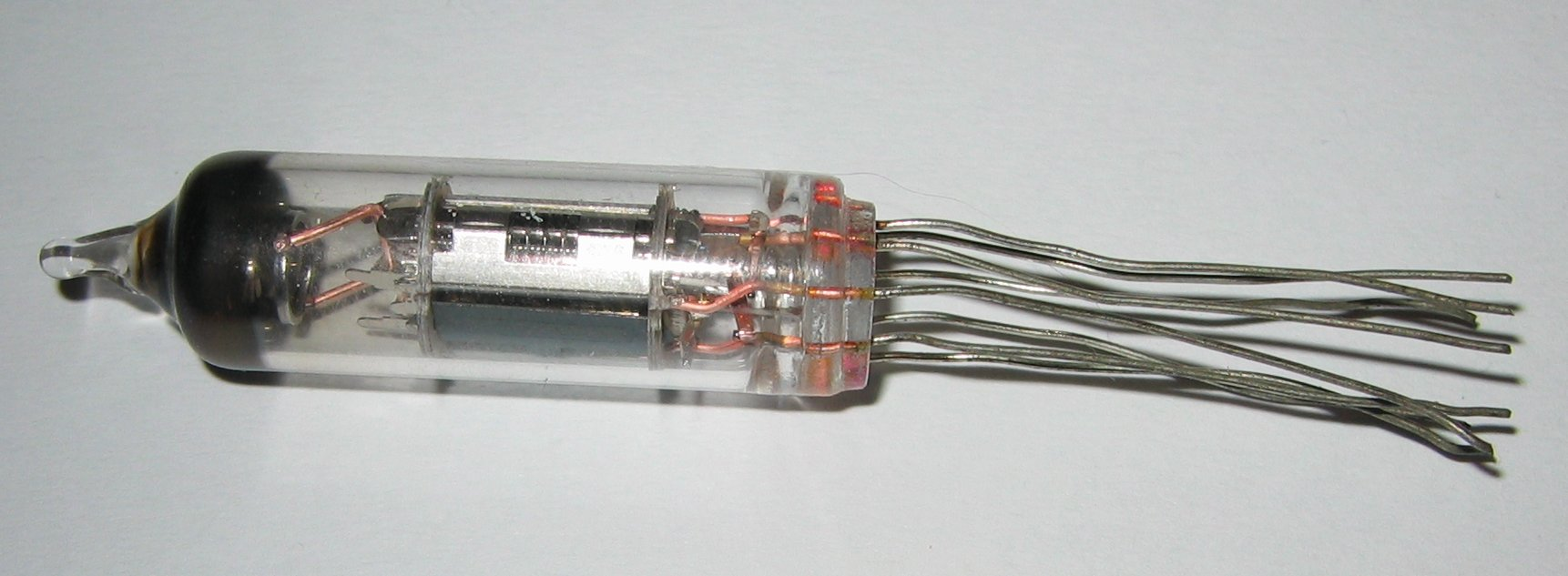
یک لامپ خلاء بسیار کوچکتر از بقیه لامپ‌های خلأ که به‌طور معمول در دستگاه‌های لامپی قابل حمل مانند بیسیم‌های لامپی نظامی به کار برده می‌شدند. این لامپ خلأ به گروه لامپ‌های Sub Minature تعلق دارد و شماره آن CV4501 است. این لامپ از نوع پنتود یا پنج قطبی می‌باشد. به علاوه انرژی مصرفی این لامپ‌ها پایین‌تر از لامپ‌های نوع دیگر است.

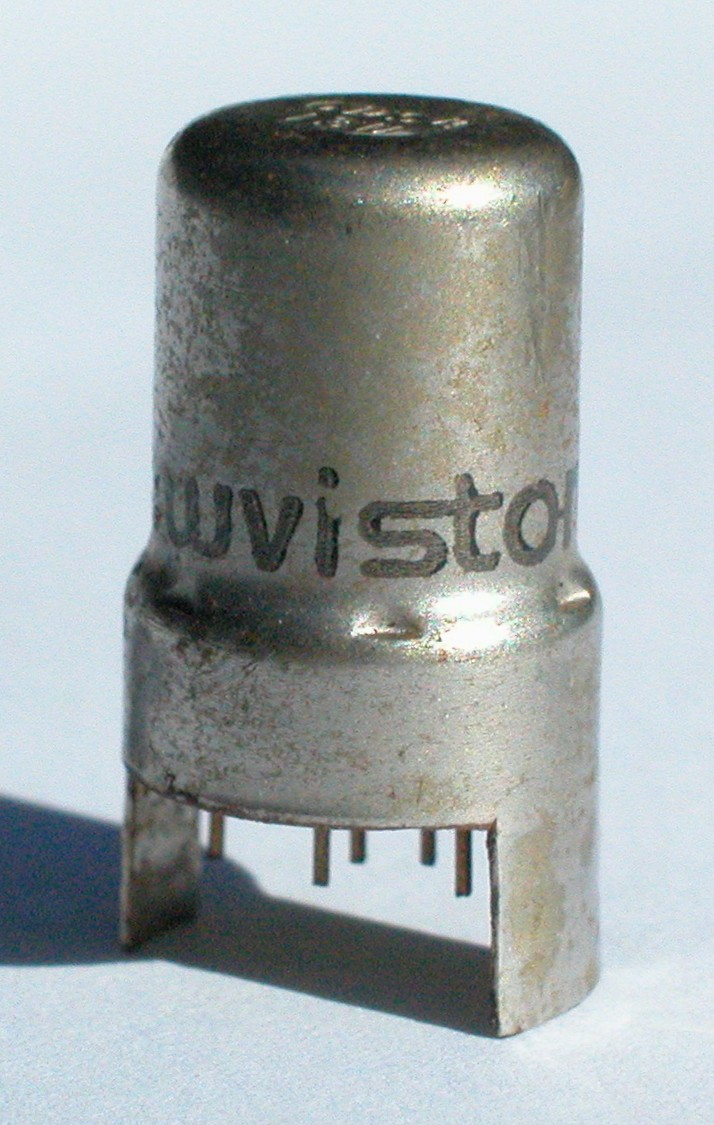
این لامپ خلأ به شماره6DS4 از کوچک ترین لامپ های خلاء که توسط شرکت RCA در دهه ۱۹۶۰ میلادی ساخته و ارائه شده است. این لامپ به صورت یک لامپ ترایود یا سه قطبی بوده و از لحاظ اندازه با ترانزیستورها قابل مقایسه می باشد. این لامپ نیز در گروه لامپ‌های Sub Minature قرار می گیرد. واژه Nuvistor که در تصویر بر روی بدنه این لامپ دیده می شود مشخص کننده نوع پایه آن است.

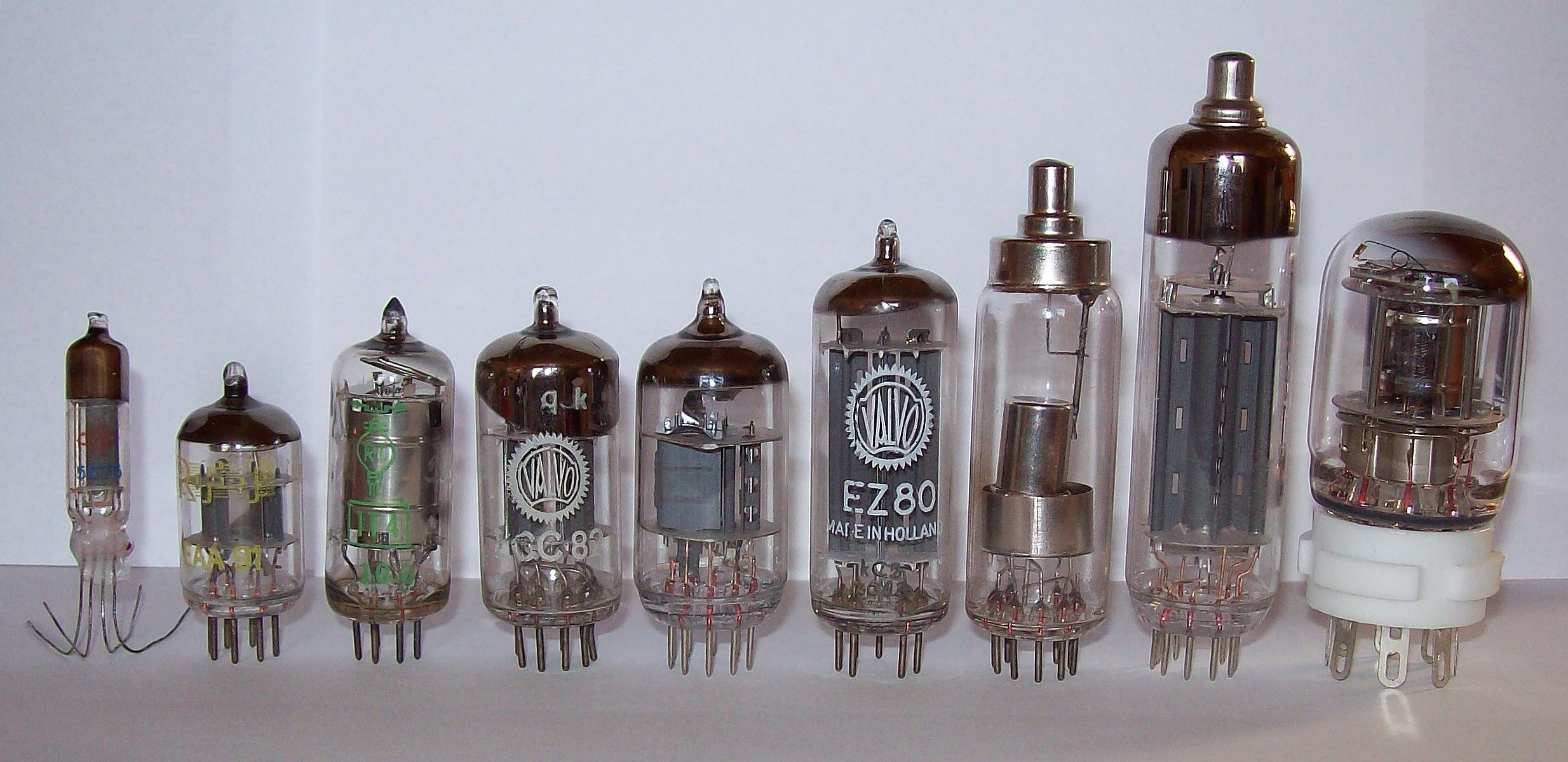
انواع لامپ‌های خلاء که در اواخر دوره استفاده از لامپ خلأ ساخته شدند، دارای ابعاد کوچکتر بوده و تحت عنوان لامپ‌های مینیاتوری شناخته و طبقه‌بندی می‌شدند. حتی برخی از آنها مانند لامپی که در سمت چپ تصویر نشان داده شده دارای پایه‌های مشابه ترانزیستور بوده و به صورت لحیم کاری به مدار متصل می‌شدند. بیشتر این لامپ‌ها در دهه ۵۰ میلادی ساخته شده‌اند. پولک دیده شده بر روی حباب برخی از آنها به آند لامپ متصل بوده و به دلیل بالا بودن ولتاژ بین آند و کاتد در این لامپ‌ها و برای جلوگیری از جرقه الکتریکی بین پایه آند و بقیه پایه به این صورت از بقیه پایه‌ها در زیر لامپ جدا شده‌است.

نماد لامپ دایود در نقشه‌های فنی یا Diode از بالا به پایین:۱-آند. ۲-کاتد. ۳-فیلامان یا رشته گرم‌کننده.

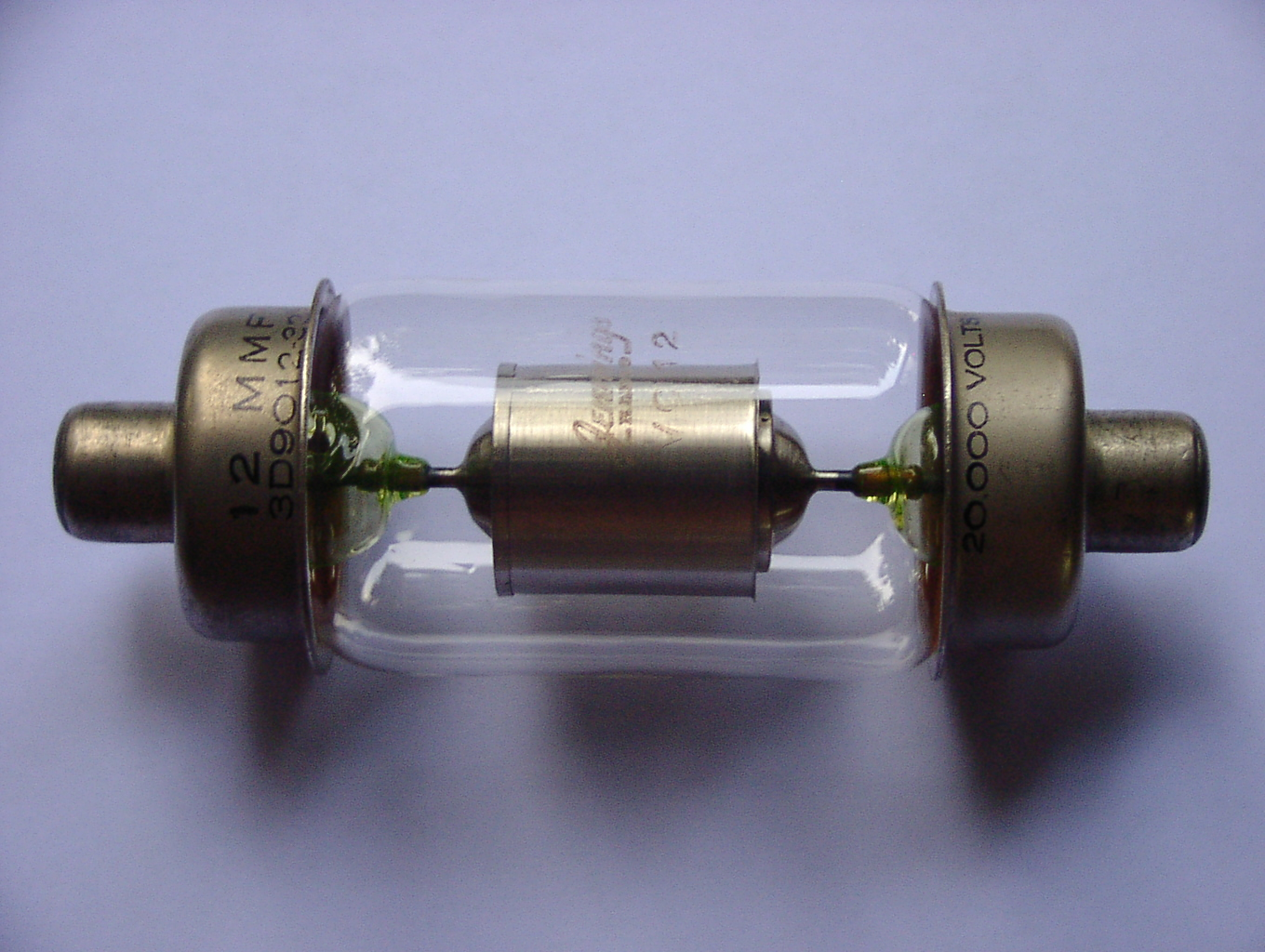
خازن لامپ خلاء این یک خازن می باشد که عایق آن در واقع خلاءاست. ظرفیت آن 12 پیکوفاراد بوده ولی چون عایق آن خلأ می باشد، ولتاژ کارش تا 20 کیلوولت یابیست هزار ولت است.حباب شیشه ای آن از نوع اورانیومی سبز کم رنگ و پایه ها توسط آن آب بندی شده است. این خازن 200 گرمی حدود 16.5 سانتی متر طول و 6 سانتی متر قطر دارد.

برشی از یک لامپ ترایود یا سه قطبی به ترتیب از بالا به پایین نوشته‌های روی شکل: ۱-حباب شیشه‌ای لامپ. '۲-استوانه آنُد که به قطب مثبت منبع متصل می‌شود. '۳-شبکه فرمان که به صورت یک سیم پیچ بین استوانه کاتد و استوانه آند قرارگرفته و میزان الکترون‌ها و به پیروی از آن جریان آند را کنترل می‌کند.۴-استوانه کاتد که فیلامان را دربرگرفته و گرمای آن را دریافت می‌کند. کاتد باید به قطب منفی منبع وصل شود. ۵-فیلامان برای گرم کردن کاتد که در اینجا جدای از کاتد است.

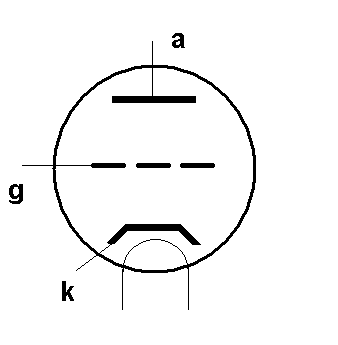
نماد یک لامپ خلاء تریود در نقشه‌های الکترونیکی شرح نماد از بالا به پایین ۱-آند. ۲-شبکه فرمان. ۳-کاتد. بخش کمانی شکل که در زیر کاتد ترسیم شده، فیلامان یا گرم‌کننده کاتد است.

لامپ خلأ (به انگلیسی: Vacuum tube, or Valve) افزاره‌ای الکترونیکی است که وقتی به الکترودهای آن ولتاژی اِعمال می‌شود، می‌تواند حرکت الکترون‌ها را در محیطی نزدیک به خلأ (درون محفظه شیشه‌ای خود) کنترل کند.
به زبان ساده، لامپ خلأ افزاره‌ای است که می‌تواند جریان الکتریکی را تقویت، قطع و وصل یا یکسوسازی (Rectification) کند. ایرادهای لامپ‌های خلأ، حجم بزرگ، عدم قابلیت اطمینان و گرمای شدیدی و اتلاف انرژی که رشتهٔ گرم شونده در مقایسه با افزاره‌های نیمه هادی مانند ترانزیستور داخل آن ایجاد می‌کند. از نظر ساختار می‌توان گفت که لامپ خلأ وسیله‌ای است دارای چند الکترود که مهمترین آنها کاتد و آند می‌باشند که درون یک محفظه شیشه ای خالی از هوا قرار داده شده‌اند. وظیفه لامپ خلأ، کنترل جریان میان آند و کاتد به کمک الکترودهای دیگر است.
عملکرد لامپ خلأ بر اساس انتشار الکترون‌ها از کاتُد (Cathode) لامپ است که به اکسید فلزات قلیایی خاکی مانند باریم و استرنسیم آغشته شده؛ به طوری که با رسیدن دمای کاتد و داغ شدن آن توسط رشتهٔ (فیلامان Filament) داغ‌شونده، کاتد شروع به انتشار الکترون از سطح خود می‌نماید. به این پدیده، انتشار گرما-یونی (Thermoionic) می‌گویند؛ یعنی، آزاد شدن الکترون‌های یک ماده با افزایش دمای آن. این موضوع به ویژه در مورد فلزات صدق نموده و با توجه به آنکه آنها به صورت ذاتی الکترون‌های آزاد دارند، گرما باعث افزایش انرژی جنبشی الکترون‌ها شده و در نهایت، این انرژی می‌تواند الکترون‌ها را از فلز به بیرون پرتاب نماید. کمترین میزان انرژی لازم برای انجام این فرایند در فلزات مختلف با هم تفاوت داشته و تحت عنوان تابع کار یا Work Function تعریف می‌شود و واحد آن به‌طور معمول بر حسب الکترون ولت بیان می‌شود. کمترین تابع کار در میان گروه عناصر فلزی مربوط به فلزات گروه قلیایی خاکی و به ویژه، باریم و استرنسیم است. اثر انتشار گرما یونی (ترمو-یونی) نخستین بار توسط فیزیکدان فرانسوی ادموند بکرل در سال ۱۸۵۳ گزارش داده شده و در سال ۱۸۷۳میلادی توسط یک فیزیکدان بریتانیایی به نام فردریک گوتری Frederick Guthrie کشف مجدد می‌گردد. یادآوری می‌شود که وجود خلاء در اینجا به همین دلیل است که مانعی در برابر الکترون‌های منتشر شده وجود نداشته باشد. زیرا الکترون‌های بیرون آمده از سطح کاتد در برخورد با مولکول‌های هوا انرژی خود را از دست داده و متوقف خواهند شد.
لامپ‌های خلأ در پیدایش فناوری الکترونیک که باعث رواج رادیو، تلویزیون، رادار، دستگاه‌های تقویت صوت، شبکه‌های بزرگ تلفنی، گونه‌های نوین رایانه‌های رقمی و پردازنده‌های صنعتی شد، نقش مهمّی داشتند. امروزه در بسیاری از کاربردها، عنصرهای حالت جامد، مانند ترانزیستورها و دیگر عنصرهای نیمه‌رسانا، جایگزین لامپ‌های خلأ شده‌اند.

## انواع لامپ‌های خلأ از نقطه نظر تعداد الکترودها
لامپ‌های خلأ در حالت‌های گوناگون مانند لامپ دیود Diode یا دوقطبی، لامپ ترایود Triode یا سه قطبی، لامپ تترود Tetrode یا چهار قطبی، لامپ پنتود Pentode یا پنج قطبی، لامپ هگزود Hexode یا شش قطبی، لامپ هپتود Heptode یا هفت قطبی و ترکیبی از لامپ‌های مزبور ساخته شده‌اند. در قدرت‌های بالا و فرکانس‌های رادیویی هنوز هم لامپ‌های خلأ به کار می‌روند. هنوز هم طرفداران دستگاه‌های صوتی که با لامپ‌های خلأ کار می‌کنند در جهان کم نیستند و به همین دلیل کارخانجاتی در چین به ساخت لامپ‌های خلأ و تقویت‌کننده‌هایی که با آن کار می‌کنند، مشغول هستند.

### دایود Diode یا لامپ دو قطبی
ساده‌ترین نوع لامپ‌های الکترونی یا خلأ، لامپ دایود یا دو قطبی می‌باشد. این لامپ در سال ۱۹۰۴ توسط جان آمبروز فلمینگ که فیزیکدان و مهندس برق اهل انگلستان بود، اختراع گردید. این لامپ برای یکسوسازی جریان برق متناوب به کار گرفته می‌شود. عملکرد ایجاد جریان ناشی از پدیده انتشار ترمویونی در لامپ دایود خلاء به خوبی پدیدار می‌باشد. در دایود الکترون‌های آزاد شده از کاتد در صورت قرار دادن یک اختلاف پتانسیل الکتریکی بین کاتد و آند به طوری که آند نسبت به کاتد مثبت تر شود، به سوی آند شتاب گرفته و  و جذب آن خواهند شد به صورتی که یک جریان الکتریکی از این روند به دست می‌آید. این جریان در صورت معکوس شدن اختلاف پتانسیل (منفی تر شدن آند نسبت به کاتد) قطع می‌گردد. به این ترتیب دایود می‌تواند جریان متناوب را یکطرفه یا یکسو بنماید. به همین دلیل گاهی به دایود رکتیفایر یا دایود رکتیفایر هم می گویند. واژه Rectifier در زبان انگلیسی به معنای یکسو کننده می باشد. از آنجایی که عملکرد لامپ دو قطبی همچون شیر یکطرفه می باشد، به دایود لامپ خلأ در زبان انگلیسی Valve به معنی شیر هم گفته می شود. دایود لامپ خلأ در اوایل قرن بیستم نسبت به دایودهای نیمه هادی آن زمان از مزیت هایی برخوردار بود که از جمله آنها مصون بودنشان نسبت به ارتعاش های مکانیکی را می توان یادآور شد.

### تِرایود Triode یا لامپ سه قطبی
تِرایود نوعی لامپ خلأ است که یک اتّصال الکتریکی به صورت یک شبکهٔ فلزیِ استوانه‌ای (Grid) از جنس آلیاژ نیکل و کرم، میان کاتد و آند آن قرار گرفته که سیگنال الکتریکی (مانند خروجی یک آنتن رادیویی یا سیگنال الکتریکی یک میکروفون) به آن وارد می‌شود. اگر ولتاژ سیگنال اعمال شده به شبکه، نسبت به کاتد منفی تر شود، از جریان آند می‌کاهد و هر قدر ولتاژ سیگنالی که به شبکه اعمال می‌شود نسبت به کاتد کمتر منفی شود، جریان الکتریکی آند را می‌افزاید و بدین‌صورت، جریان الکتریکی واپایش یا تقویت یا حتّی قطع و وصل می‌شود. ترایود در سال ۱۹۰۶ میلادی توسط لی دفارست Lee De Forest اختراع شد و نخستین قطعه‌ای است که به عنوان تقویت‌کننده در مدارهای گیرنده‌های رادیویی و تلویزیونی و همچنین فرستنده‌های رادیویی، کاربرد بسیار وسیعی داشته ولی با گذشت زمان، ترانزیستور جایگزینِ آن شده‌است. ترایود و ترانزیستور معادل یکدیگر بوده و هر دو در مدارهای الکترونیکی صرف‌نظر از مکانیسم عمل، وظایف مشابهی را انجام می‌دهند. به‌طوری‌که در سال‌های نخستین اختراع ترانزیستور آن را ترایود نیمه‌هادی هم می‌نامیدند.

### لامپ تترود Tetrode یا چهار قطبی
در سال ۱۹۱۹ میلادی لامپ تترود توسط فیزیکدان آلمانی والتر شوتکی با اضافه نمودن یک الکترود جدید تحت عنوان شبکه پرده یا Screen Grid به لامپ ترایود اختراع شد. وجود شبکه پرده به جلوگیری از ایجاد نوسانات خود به خودی ناشی از ظرفیت خازنی میان شبکه فرمان و آند، بسیار مؤثر بوده و به همین دلیل لامپ تترود در مدار تقویت کننده‌ها از پایداری بالاتری نسبت به تریودها برخوردار بوده و کمتر دچار نوسان‌های خود به خود می‌گردد. یادآوری می‌شود که نوسان‌های خود به خودی در تقویت کننده‌های صوتی موجب ایجاد صدای سوت بر روی تقویت کننده شده و منجر به مخدوش شدن علائم اصلی می‌گردد.

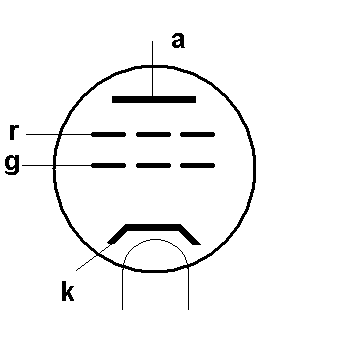
نماد لامپ تترود یا Tetrod در نقشه‌های فنی از بالا به پایین:۱-آند. ۲-شبکه پرده. ۳-شبکه فرمان. ۴-کاتد. ۵-فیلامان یا رشته گرم‌کننده.

### لامپ پنتود Pentode یا پنج قطبی
این نوع لامپ خلأ در سال ۱۹۲۶ میلادی توسط ژیلز هولست فیزیکدان هلندی و برنارد تلگن مهندس هلندی اختراع شده‌است. آنها با اضافه نمودن یک الکترود دیگر به لامپ تترود تحت عنوان شبکه حذف یا Suppressor Grid این لامپ را ساختند. کار این شبکه دریافت و حذف الکترون‌هایی بود که از آند تابیده می‌شد. به این الکترون‌ها اصطلاحاً ثانوی گفته می‌شود. پنتود در تقویت کننده‌های لامپی بسیار کاربرد داشته‌است و دارای مزایای تترود و تریود با هم بوده‌است.

نماد لامپ پنتود یا Pentodeدر نقشه‌های فنی از بالا به پایین:۱-آند. ۲-شبکه حذف.۳-شبکه پرده. ۴-شبکه فرمان. ۵-کاتد. ۶-فیلامان یا رشته گرم‌کننده.

شاسی یک تلویزیون لامپی

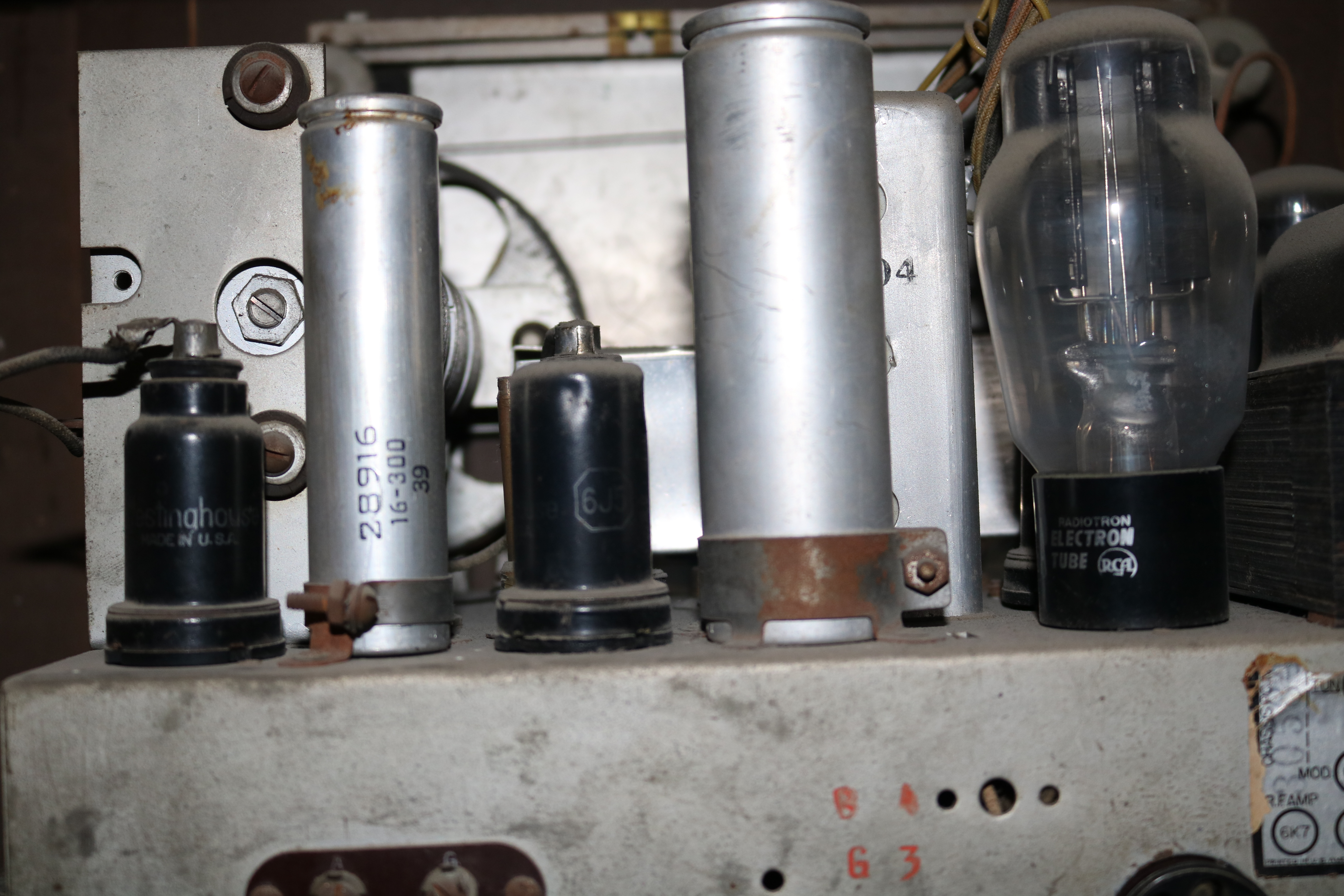
شاسی یک رادیوی لامپی ساخت 1926

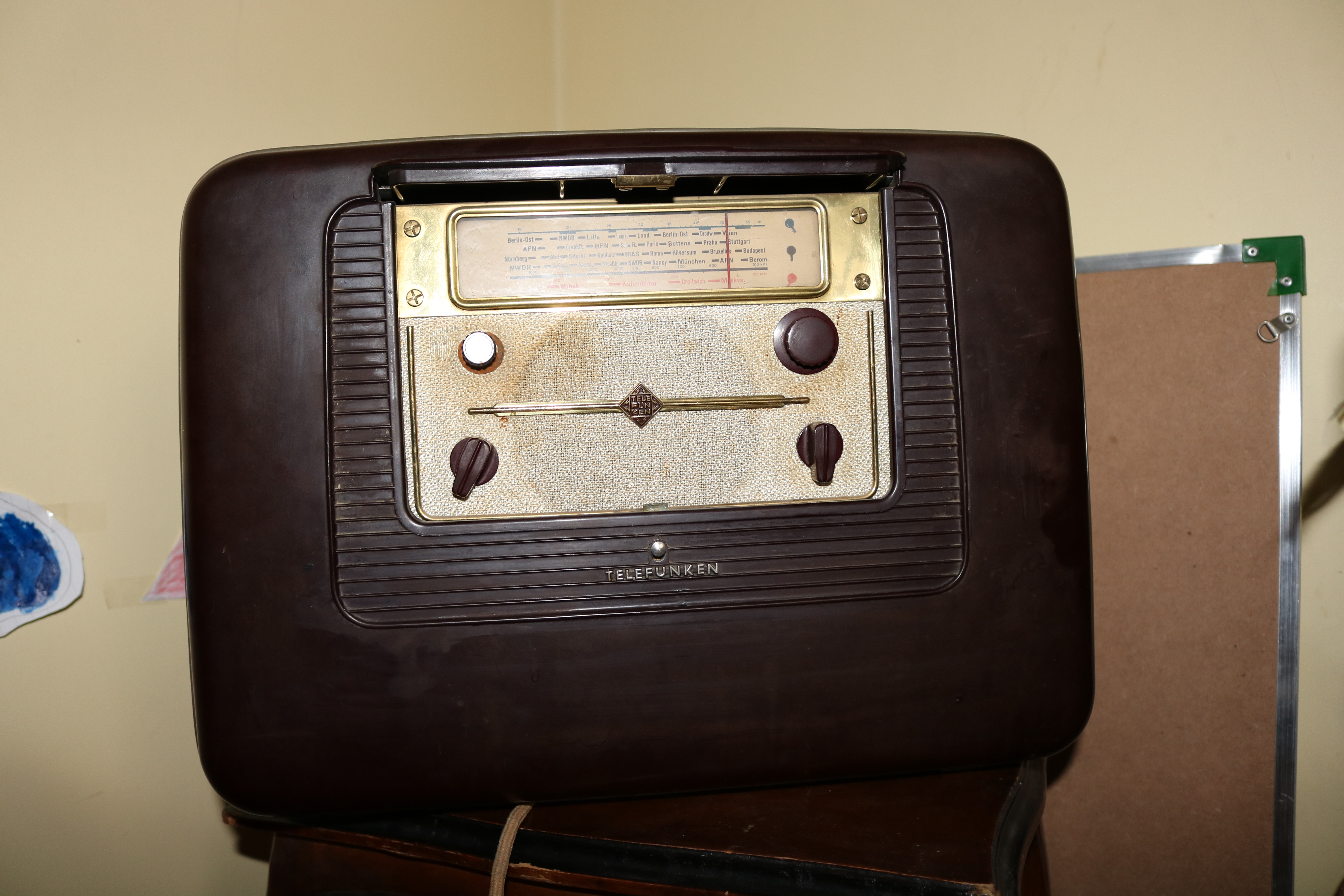
یک رادیوی لامپی قابل حمل ساخت دهه 50 میلادی

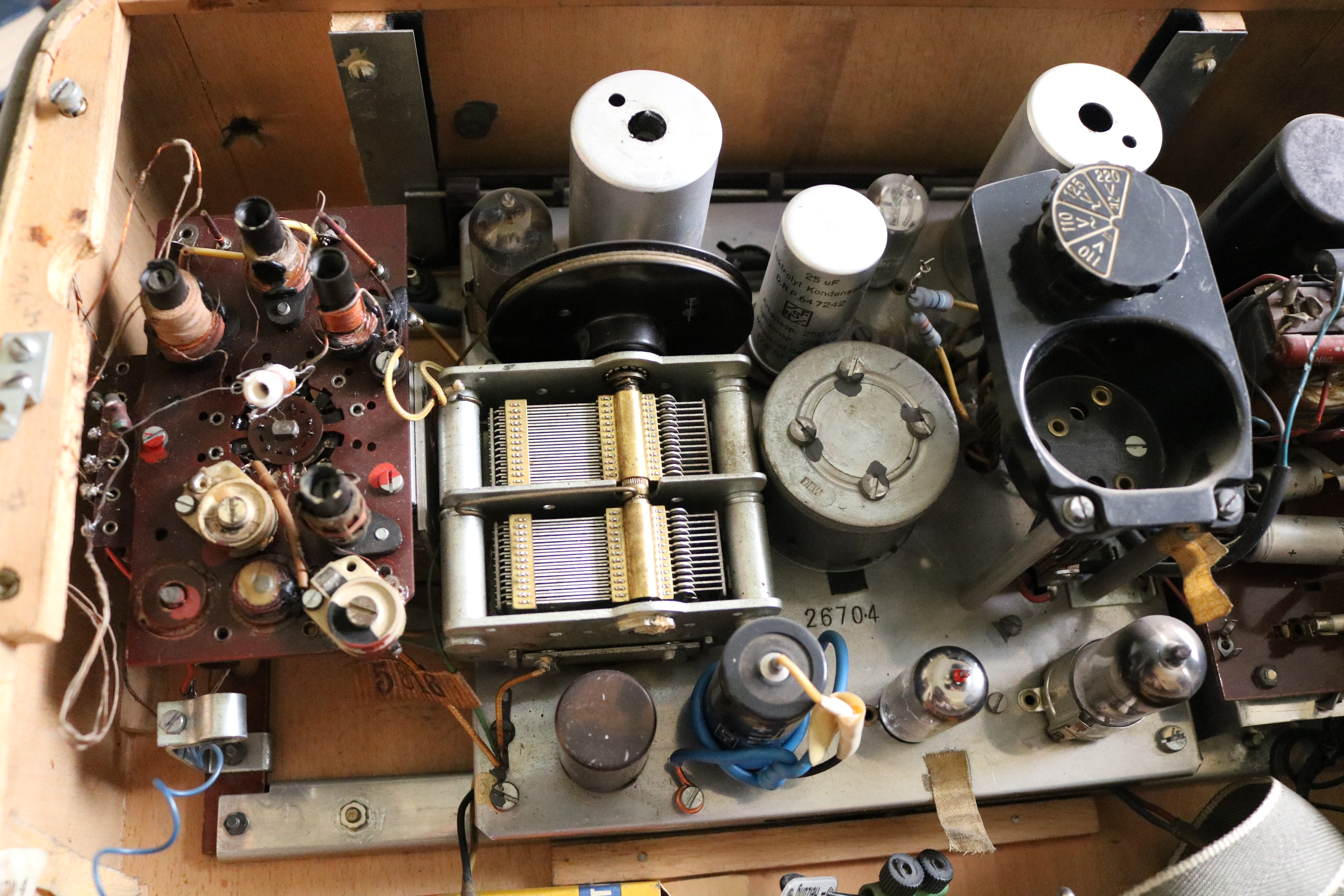
شاستی یک رادیوی لامپی قابل حمل ساخت دهه 50 میلادی

## سایر لامپ‌های خلأ از نقطه نظر کاربرد
لامپ‌های مورد استفاده در رادار و امواج مایکروویو (ریزموج) مانند مگنترون (Magnetron) و کلایسترون (Klystron) نیز در گروه لامپ‌های خلأ قرار می‌گیرند. لامپ‌های اشعه کاتدی (Cathode Ray Tube, CRT) که در گذشته در صفحات نمایش رایانه و تلویزیون به کار برده می‌شدند نیز در زمره لامپ‌های خلأ هستند. یادآوری می‌شود که لامپ‌های به کار رفته در تولید اشعه X نیز که در تصویربرداری در رادیولوژی به کار رفته در گروه لامپ‌های خلأ جای می‌گیرد. یادآوری می‌شود که لامپ مگنترون علاوه بر رادار در اجاق‌های مایکروویو (مایکروفرها) به کار برده می‌شود؛ لذا لامپ خلأ هنوز هم در قرن بیست و یکم به صورت عمومی نیز مورد استفاده قرار می‌گیرد.

## استفاده در رایانه‌های نخستین
لامپ خلأ در رایانه‌های نخستین به عنوان وسیله کلیدزنی (Switching) در مدارات رایانه استفاده می‌شد؛ در واقع لامپ‌های خلأ در آن زمان برای ساختن گیت‌های منطقی (Logic Gates) به کار برده می‌شدند. رایانه‌های کلوسوس (۱ و ۲) به ترتیب از ۱٬۶۰۰ و ۲٬۴۰۰ لامپ خلأ استفاده می‌کردند. Colossus computer به همین دلیل هم رایانه‌های اولیه ممکن بود که از تعداد بیشماری (بیش از هزار عدد) لامپ خلأ، استفاده کنند. . همین موضوع دلیلی بر مصرف زیاد برق در رایانه‌های نخستین بود.